# شانون

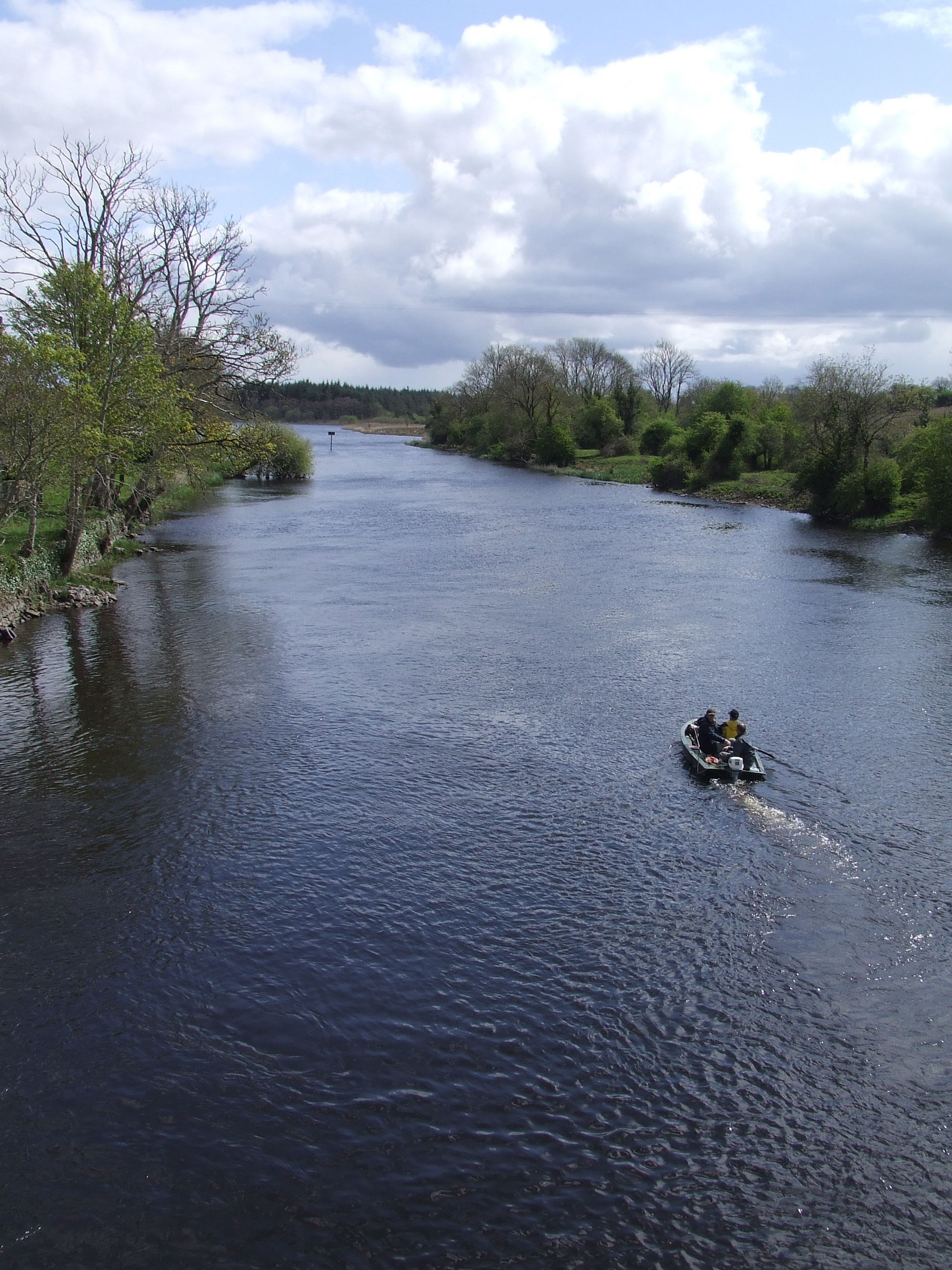
جسر شانون كما يظهر من جسر درومسنا في مقاطعة ليتريم

نهر شانون يقع في أيرلندا، وهو أطول أنهارها، يقسم غرب إيرلندا عن شرقها وجنوبها ويصب في المحيط الأطلسي و هو أطول نهر في الجزر البريطانية و ينساب للشمال الغربي بما يقارب من 37 كم نحو المحيط الأطلسي ويوجد بين مجرى النهر ثلاث بحيرات كبرى وهي آلن وري و يرج ويتسع النهر عند مدينة ليمريك نحو 110 كم من منبع نهر شانون ويحدث مد وجزر المحيط في هذا الجزء الواسع الذي يوجد عنده مرفأ ليمرنك و فوينز و يعتبر النهر أهم ممر مائي للرحلات المائية وقد شيدت عليه أكبر محطة نهرية إيرلندية لتوليد الطاقة الكهربائية من المياه.